# Amtsbezirk St. Florian
Der Amtsbezirk St. Florian war eine Verwaltungseinheit im Traunkreis in Oberösterreich.
Der Amtsbezirk war der Kreisbehörde in Steyr unterstellt und besorgte deren Amtsgeschäfte vor Ort. Die Zuständigkeit erstreckte sich neben St. Florian auf die damaligen Gemeinden Ansfelden, Ebelsberg, Hofkirchen und Niederneukirchen und umfasste 2 Märkte und 64 Dörfer.